# A szecesszió világnapja
A szecesszió világnapja (angolul: Art Nouveau World Day) 2013 óta minden év június 10-én tartott építészeti, kulturális világnap.
Ezen a napon a világ minden tájáról számos intézmény csatlakozik a századforduló egyedülálló művészeti irányzatát bemutató programsorozathoz. A magyar kezdeményezésű szecesszió világnapja a katalán Antoni Gaudí (†1926) és Lechner Ödön (†1914) építészek halálának évfordulójához kapcsolódik (mindketten június 10-én hunytak el).